# جويس بينيت
جويس بينيت (بالإنجليزية: Joyce Bennett) هي عداءة سريعة أسترالية، ولدت في 11 مايو 1945 في Guildford, Western Australia ‏ في أستراليا.

## وصلات خارجية
- جويس بينيت على موقع النتائج التاريخية لألعاب القوى الأسترالية (الإنجليزية)
- جويس بينيت على موقع أوليمبيديا (الإنجليزية)
- جويس بينيت على موقع اللجنة الأولمبية الأسترالية (الإنجليزية)
- جويس بينيت على موقع اتحاد ألعاب الكومنولث (مؤرشف) (الإنجليزية)